# Csurgói KK
A Csurgói Kézilabda Klub (röviden Csurgói KK) egy profi kézilabdacsapat, amely jelenleg a NB I-ben szerepel. A csapat székhelye Csurgó.

## Sikerek

### Hazai
Nemzeti Bajnokság I
- 3. hely (1): 2012-13

Magyar Kupa
- Bronzérmes (1): 2012–13

Nemzeti Bajnokság I/B
- Bajnok (1): 2007–08

### Nemzetközi
- EHF-kupa:
  - Csoportkör: 2013-2014

## Jelenlegi keret
A 2016–2017-es szezon játékoskerete
| Kapusok - 01 Balogh Tibor - 12 Balogh Ákos - 16 Bartucz László Balszélsők - 13 Gazdag Tibor - 24 Bojan Radjenović - 39 Hanusz Egon Jobbszélsők - 06 Varjú Martin - 19 Hornyák Péter - 42 Szkokán Szabolcs Beállók - 18 Szeitl Erik Gafar Hadžiomerović | Balátlövők - 10 Halász Levente - 77 Alvaro Rodrigues - 81 Jakub Mikita Jobbátlövők - 07 Stefan Čavor - 90 Aleh Asztrasapkin Irányítók - 08 Faluvégi Rudolf - 18 Borut Oslak |

### Edzői stáb
- Vezetőedző:  Bencze József (HUN)
- Másodedző: Perger Zsolt
- Orvos: dr. Dergez Mária
- Masszőr: Gazda Ferenc